# Sedenia achroa
Sedenia achroa là một loài bướm đêm trong họ Crambidae.